# Уранизам
Уранизам је појам из 19. века који се користио за дефинисање особа тзв. трећег рода, изворно мушкарца ког сексуално и емотивно привлаче други мушкарци, а временом се проширио и на хомосексуалне жене и друге полне оријентације. Претпоставља се да појам потиче од немачке речи Urning, коју је први пут искористио Карл Хајнрих Улрихс у пет књига издатих 1864. и 1865. године касније обједињених у дело „Истраживање загонетке мушко-мушке љубави“. Урлихс је развио своју терминологију пре јавне употребе појма хомосексуалност, а реч термин „уранизам“ потиче од грчке богиње Афродите Ураније створене из тестиса бога Урана. Према тумачењу ураниста, она представља хомосексуалце, док Афродита Дионеја представља хетеросексуалце.
Појам је брзо прихваћен на енглеском говорном подручју у викторијанско доба од стране поборника еманципације хомосексуалаца, који су га користили да би описали другарску љубав, уједињујући „отуђене делове друштва“ и рушећи класне и родне баријере.
Уранизам је као појам постао популаран међу припадницима песничке групе које је проучавала хомосексуалност у античкој уметности као инспирацију за стварање поезије од 1870. до 1930. године, а чија су дела данас позната као „уранистичка поезија“.

## Класификација
Улрихс је схватио да нису све мушке особе које привлаче мушкарци „жене“ по својој природи. Како би описао родну разноликост и сексуалну оријентацију мушких особа, Улрихс је развио сложенију поделу утемељену на три основне карактеристике: полној оријентацији (привучен мушкарцима, бисексуалан, привучен женама), преференцијалном сексуалном понашању (пасиван, без преференција, активан) и родним карактеристикама (феминизиран, средњи, мужеван). Улрихс је направио следећу класификацију:
- Урнингин: телом женска особа са мушком психом, сексуално привучена женама
- Урнинг: Телом мушка особа са женском психом, сексуално привучен мушкарцима
- Дионингин: хетеросексуална жена
- Дионинг: хетеросексуални мушкарац
- Уранодионингин: бисексуална жена
- Ураниодионинг: бисексуални мушкарац
- Цвитер: интерсексуална особа
- Урнингтум, „мушка хомосексуалност“ (или urnische Liebe, хомосексуална љубав) која је додато објашњена следећим појмовима:
  - Менлинге: врло мужеван, с женском психом и сексуално привучен феминизираним мушкарцима
  - Вајблинге: изгледом, понашањем и псифом феминизиран мушкарац, сексуално привучен мужевним мушкарцем
  - Мануринг: феминизиран изгледом и понашањем, с мушком психом и сексуално привучен женама
  - Цвишен-урнинг: одрасли мушкарац сексуално привучен адолесцентима
  - Коњуктиван, са нежним и страственим осећањима према мушкарцима
  - Дизјунктиван, с нежним и страственим осећањима према женама
  - Фирилисирте менлинге: мушки урнинг који је усвојио друштвено прихватљиво понашање хетеросексуалних мушкараца, било присилом или навиком
- Ураниастер: хетеросексуални мушкарац који практикује ситуацијске хомосексуалне односе (нпр. у затвору или војсци)